# Mini World
Mini World è il primo album discografico della cantante francese Indila, pubblicato nel 2014.

## Il disco
Il disco, prodotto dal produttore francese Skalp, è uscito nel febbraio 2014 ed è stato anticipato, nel 13 novembre 2013, dal singolo Dernière danse. Gli altri brani estratti come singoli dall'album sono Tourner dans le vide (11 febbraio 2014) e S.O.S. (19 maggio 2014). Il disco ha raggiunto la prima posizione della classifica Syndicat national de l'édition phonographique.

## Influenze
La musica del brano Dernière danse ricorda quella di Parce que tu crois di Charles Aznavour, mentre quella di Love Story si rifà a Hijo de la luna dei Mecano.

## Tracce
Mini World - Versione Standard
1. Dernière danse – 3:33
2. Tourner dans le vide – 4:06
3. Love Story – 5:16
4. S.O.S – 4:32
5. Comme un bateau – 4:55
6. Run Run – 3:45
7. Ego – 4:16
8. Boite en argent – 4:25
9. Tu ne m'entends pas – 3:17
10. Mini World – 5:09